# Tafone

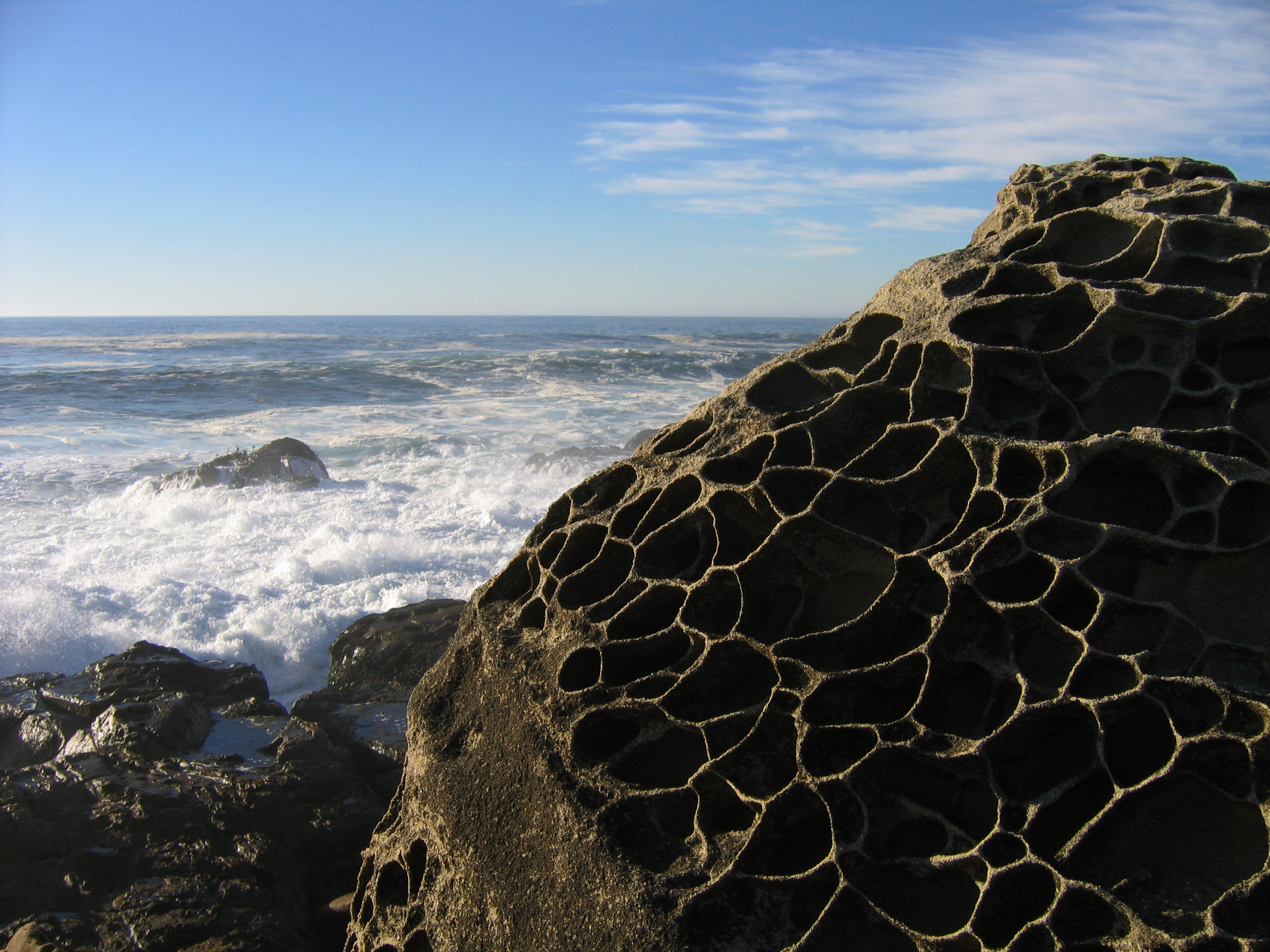
Tafoni

Tafone (l. mn. Tafoni) – nisza w ścianie skalnej lub na powierzchni bloku skalnego, powstała wskutek wietrzenia, często zwiększająca swoje rozmiary w głąb skały.
Tafoni są najpowszechniejsze w granitach i piaskowcach, a największe rozmiary (do kilku metrów) osiągają w strefie półsuchej i suchej. Nagromadzenia drobnych zagłębień powstałych w wyniku wietrzenia określa się również jako plastry miodu. Nazwa tafoni jest liczbą mnogą od pochodzącego z dialektu korsykańskiego słowa tafone, oznaczającego okno skalne.